# Governo Cossiga II
Il Governo Cossiga II è stato il trentasettesimo esecutivo della Repubblica Italiana, il secondo dell'VIII legislatura.
Il governo rimase in carica dal 4 aprile al 18 ottobre 1980 per un totale di 197 giorni, ovvero 6 mesi e 14 giorni.
Il governo ottenne la fiducia dal Senato il 17 aprile 1980 con 178 voti a favore e 127 contrari.
Il governo ottenne la fiducia dalla Camera il 20 aprile 1980 con 335 voti a favore e 271 contrari.

## Storia
(Giulio Andreotti critica il preambolo.)
Il secondo governo di Francesco Cossiga è caratterizzato dalla svolta che prende piede nella DC col "preambolo" elaborato da Carlo Donat Cattin al congresso democristiano celebrato a Febbraio. Il documento, cui aderisce la maggioranza che sostiene la segreteria di Flaminio Piccoli, persegue l’alleanza con i socialisti e gli altri partiti laici rispetto alla solidarietà nazionale con il Partito Comunista, figlia dell’emergenza seguita all’assassinio di Aldo Moro. Al preambolo si oppongono la cosiddetta area Zac (ex morotei), la Base di Ciriaco De Mita e gli andreottiani provocando una lacerazione nella DC che si rivela fatale per l'azione di governo.
Minato dallo scandalo della fuga del figlio di Carlo Donat-Cattin, Marco, accusato di far parte di Prima Linea e, tra gli altri, dell'omicidio del giudice Alessandrini, sottoposto al fuoco amico dei franchi tiratori su alcuni provvedimenti di natura economica, il governo cade quando la Camera respinge un importante provvedimento su cui è stata posta la questione di fiducia.

## Compagine di governo

### Sostegno parlamentare
| Camera dei deputati | Camera dei deputati | Seggi                |
| ------------------- | --- | -------------------- |
|                     | Democrazia Cristiana Partito Socialista Italiano Partito Repubblicano Italiano Südtiroler Volkspartei Union Valdôtaine Totale Maggioranza                                    | 262 62 17 4 1 346    |
|                     | Partito Comunista Italiano Movimento Sociale Italiano Partito Socialdemocratico Italiano Partito Radicale Partito Liberale Italiano PdUP per il comunismo Totale Opposizione | 201 30 20 18 9 6 284 |
| Totale              | Totale | 630                  |

| Senato della Repubblica | Senato della Repubblica | Seggi            |
| ----------------------- | --- | ---------------- |
|                         | Democrazia Cristiana Partito Socialista Italiano Partito Repubblicano Italiano Südtiroler Volkspartei Union Valdôtaine Totale Maggioranza              | 138 32 6 3 1 180 |
|                         | Partito Comunista Italiano Movimento Sociale Italiano Partito Socialdemocratico Italiano Partito Radicale Partito Liberale Italiano Totale Opposizione | 109 13 9 2 135   |
| Totale                  | Totale | 315              |

### Appartenenza politica
- Democrazia Cristiana (DC): Presidente del Consiglio, 15 ministri, 34 sottosegretari
- Partito Socialista Italiano (PSI): 9 ministri, 18 sottosegretari
- Partito Repubblicano Italiano (PRI): 3 ministri, 5 sottosegretari

### Provenienza geografica
La provenienza geografica dei membri del Consiglio dei Ministri si può così riassumere:
| Regione               | Presidente | Ministri | Sottosegretari | Totale |
| --------------------- | ---------- | -------- | -------------- | ------ |
| Sardegna              | 1          | -        | 3              | 4      |
| Lombardia             | -          | 4        | 6              | 10     |
| Puglia                | -          | 2        | 6              | 8      |
| Sicilia               | -          | -        | 8              | 8      |
| Campania              | -          | 3        | 4              | 7      |
| Lazio                 | -          | 3        | 4              | 7      |
| Veneto                | -          | 2        | 5              | 7      |
| Calabria              | -          | 2        | 3              | 5      |
| Piemonte              | -          | 2        | 3              | 5      |
| Basilicata            | -          | 2        | 2              | 4      |
| Marche                | -          | 1        | 3              | 4      |
| Liguria               | -          | -        | 4              | 4      |
| Friuli-Venezia Giulia | -          | 2        | 1              | 3      |
| Trentino-Alto Adige   | -          | 1        | 2              | 3      |
| Abruzzo               | -          | 1        | 1              | 2      |
| Emilia-Romagna        | -          | 1        | 1              | 2      |
| Molise                | -          | 1        | 1              | 2      |

## Composizione
| Presidenza del Consiglio dei ministri                                   | Presidenza del Consiglio dei ministri | Presidenza del Consiglio dei ministri | Presidenza del Consiglio dei ministri | Presidenza del Consiglio dei ministri |
| Carica                                                                  | Titolare                              | Titolare                              | Titolare                              | Sottosegretario di Stato alla Presidenza del Consiglio |
| ----------------------------------------------------------------------- | ------------------------------------- | ------------------------------------- | ------------------------------------- | --- |
| Presidente del Consiglio dei ministri                                   |                                       |                                       | Francesco Cossiga (DC)                | - Piergiorgio Bressani (DC) Segretario del Consiglio dei ministri - Carmelo Conte (PSI) Delega alla Cassa per il Mezzogiorno - Antonino Perrone (DC) Delega alla Cassa per il Mezzogiorno - Michele Tantalo (DC) Delega alla ricerca scientifica - Francesco Mazzola (DC) (dal 06/05/1980) |
| Ministri senza portafoglio                                              |                                       |                                       |                                       | |
| Affari regionali                                                        |                                       |                                       | Vincenzo Russo (DC)                   | Vincenzo Russo (DC) |
| Coordinamento delle iniziative per la ricerca scientifica e tecnologica |                                       |                                       | Vincenzo Balzamo (PSI)                | Vincenzo Balzamo (PSI) |
| Coordinamento delle politiche comunitarie                               |                                       |                                       | Vincenzo Scotti (DC)                  | Vincenzo Scotti (DC) |
| Funzione pubblica                                                       |                                       |                                       | Massimo Severo Giannini (PSI)         | Massimo Severo Giannini (PSI) |
| Interventi straordinari nel Mezzogiorno                                 |                                       |                                       | Nicola Capria (PSI)                   | Nicola Capria (PSI) |
| Rapporti con il Parlamento                                              |                                       |                                       | Remo Gaspari (DC)                     | Remo Gaspari (DC) |
| Incarichi speciali                                                      |                                       |                                       | Beniamino Andreatta (DC)              | Beniamino Andreatta (DC) |
| Ministero                                                               | Ministri                              | Ministri                              | Ministri                              | Sottosegretari di Stato |
| Affari esteri                                                           |                                       |                                       | Emilio Colombo (DC)                   | - Libero Della Briotta (PSI) - Aristide Gunnella (PRI) - Giuseppe Zamberletti (DC) |
| Interno                                                                 |                                       |                                       | Virginio Rognoni (DC)                 | - Marino Corder (DC) - Angelo Sanza (DC) - Giuseppe Di Vagno (PSI) |
| Grazia e giustizia                                                      |                                       |                                       | Tommaso Morlino (DC)                  | - Giuseppe Gargani (DC) - Domenico Raffaello Lombardi (DC) - Francesco Spinelli (PSI) |
| Bilancio e programmazione economica                                     |                                       |                                       | Giorgio La Malfa (PRI)                | - Lucio Abis (DC) |
| Finanze                                                                 |                                       |                                       | Franco Reviglio (PSI)                 | - Giuseppe Azzaro (DC) - Francesco Colucci (PSI) - Mauro Ianniello (DC) |
| Tesoro                                                                  |                                       |                                       | Filippo Maria Pandolfi (DC)           | - Carlo Fracanzani (DC) - Calogero Pumilia (DC) (dall'11/04/1980) - Rodolfo Tambroni Armaroli (DC) - Angelo Tiraboschi (PSI) - Claudio Venanzetti (PRI) |
| Difesa                                                                  |                                       |                                       | Lelio Lagorio (PSI)                   | - Pasquale Bandiera (PRI) - Amerigo Petrucci (DC) - Bartolo Ciccardini (DC) |
| Pubblica istruzione                                                     |                                       |                                       | Adolfo Sarti (DC)                     | - Baldassare Armato (DC) - Antonino Drago (DC) - Franca Falcucci (DC) - Claudio Lenoci (PSI) |
| Lavori pubblici                                                         |                                       |                                       | Francesco Compagna (PRI)              | - Gianni Fontana (DC) - Francesco Fossa (PSI) - Luigi Giglia (DC) |
| Agricoltura e foreste                                                   |                                       |                                       | Giovanni Marcora (DC)                 | - Fabio Fabbri (PSI) - Ferruccio Pisoni (DC) |
| Trasporti                                                               |                                       |                                       | Rino Formica (PSI)                    | - Antonio Caldoro (PSI) - Giuseppe Miroglio (DC) - Vitale Robaldo (PRI) |
| Poste e telecomunicazioni                                               |                                       |                                       | Clelio Darida (DC)                    | - Giorgio Bogi (PRI) - Pino Leccisi (DC) - Gaspare Saladino (PSI) |
| Industria, commercio e artigianato                                      |                                       |                                       | Antonio Bisaglia (DC)                 | - Maria Magnani Noya (PSI) - Giacomo Samuele Mazzoli (DC) - Vito Napoli (DC) |
| Sanità                                                                  |                                       |                                       | Aldo Aniasi (PSI)                     | - Amleto Monsellato (PSI) - Bruno Orsini (DC) |
| Commercio con l'estero                                                  |                                       |                                       | Enrico Manca (PSI)                    | - Delio Giacometti (DC) - Roberto Palleschi (PSI) |
| Marina mercantile                                                       |                                       |                                       | Nicola Signorello (DC)                | - Giovanni Nonne (PSI) |
| Partecipazioni statali                                                  |                                       |                                       | Gianni De Michelis (PSI)              | - Giuseppe Antonio Dal Maso (DC) - Giuseppe Tocco (PSI) |
| Lavoro e previdenza sociale                                             |                                       |                                       | Franco Foschi (DC)                    | - Mario Campagnoli (DC) - Calogero Pumilia (DC) (fino all'11/04/1980) - Francesco Quattrone (DC) - Sisinio Zito (PSI) |
| Beni culturali e ambiente                                               |                                       |                                       | Oddo Biasini (PRI)                    | - Rolando Picchioni (DC) |
| Turismo e spettacolo                                                    |                                       |                                       | Bernardo D'Arezzo (DC)                | - Mario Gargano (DC) - Enrico Quaranta (PSI) |

## Cronologia

### 1980

#### Marzo

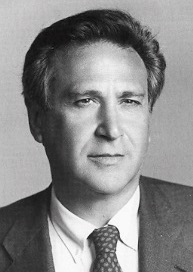
Claudio Signorile

- 21 marzo: Nella direzione del Partito Socialista Italiano si ridefiniscono gli equilibri che determinano il controllo del partito essendo ormai incrinata l'alleanza tra Bettino Craxi e Claudio Signorile. Gianni De Michelis si schiera con il segretario e contro gli atteggiamenti eccessivamente critici nei confronti dell'esecutivo, sostenendo l'opportunità che i socialisti assumano la funzione di garantire la "governabilità" del Paese. La sinistra che fa capo a Signorile è messa in minoranza.[8]
- 23 marzo: Il presidente della Repubblica, Sandro Pertini, assegna al presidente del Consiglio dimissionario Francesco Cossiga l'incarico di formare il nuovo governo.
- 27 marzo: Il governo presenta alle Camere la relazione sulla situazione economica del Paese. Segue la polemica fra il Partito Comunista Francese e il Partito Comunista Italiano sul viaggio di Enrico Berlinguer in Cina.
Cossiga si riunisce con le delegazioni di DC, PSI e PRI per affrontare la questione del programma e l'assegnazione dei portafogli. Il presidente incaricato, dopo aver tentato invano di raggiungere un accordo coi liberali, dichiara che il governo sarà un tripartito.
A Genova i carabinieri del generale Carlo Alberto dalla Chiesa irrompono nella base delle Brigate Rosse. Nello scontro a fuoco vengono uccisi quattro terroristi: Riccardo Dura, Piero Panciarelli, Lorenzo Betassa ed Annamaria Ludmann. Viene gravemente ferito il maresciallo dell'Arma dei Carabinieri Benà. La versione fornita dal generale Dalla Chiesa circa la dinamica dello scontro a fuoco è messa in dubbio da molti giornalisti e studiosi della storia delle Brigate Rosse secondo cui era possibile evitare l'uccisione dei quattro brigatisti.
- 30 marzo: A Roma si svolge il convegno sul terrorismo organizzato da Lotta Continua.

#### Aprile
- 1 aprile: un commando delle Brigate Rosse assalta una sezione della DC di Milano, ferendo quattro persone.[9]
- 3-5 aprile: raggiunto l'accordo a tre, seppure con alcuni distinguo del PSI e della sinistra interna DC, Cossiga annuncia la composizione del nuovo governo, formato da 14 democristiani, nove socialisti e tre repubblicani. Il presidente Pertini impone la scelta di ministri non coinvolti in scandali o chiacchierati.[10]
- 5 aprile: il ministero degli interni fissa per l'8 giugno le elezioni per le regioni a statuto ordinario.[11]
- 14-17 aprile: il governo si presenta alle camere. Al Senato la fiducia è approvata con 178 voti a favore e 127 contrari. Alla Camera con 335 voti a favore e 271 contrari. Cossiga rassicura le assemblee che l'approvazione della legge finanziaria, che deve avvenire entro la fine del mese, è la maggiore priorità del governo.[12]
- 16 aprile: alla Camera passa un emendamento del PCI che aumenta le detrazioni fiscali per lavoratori autonomi e pensionati, per un aggravio totale di 800 miliardi.[13]
- 22 aprile: 21 deputati della sinistra interna socialista, capeggiati da Claudio Signorile, inviano una lettera al segretario Craxi in cui si critica parte dell'operato della maggioranza relativo alla partecipazione al governo, in particolare sulla politica estera e sociale.[14]
- 23 aprile: la Camera approva in via definitiva la legge finanziaria.[15]
- 24 aprile: in vista della scadenza inderogabile del 30 aprile la commissione bilancio della Camera, impegnata a mettere a punto il bilancio dello Stato, viene paralizzata da numerose assenze nelle file della DC, PSDI, PLI, PDUP. Oggetto del contendere le scelte in materia di partecipazioni statali e giustizia. Nella commissione interni sono rivolte pesanti critiche alle dotazioni della presidenza del consiglio, parte sommersa del bilancio statale di circa 800 miliardi non iscritti in nessuna voce ufficiale ma sparsi in varie voci del bilancio del ministero del tesoro. Cossiga viene sollecitato ad avviarne la riforma, come promesso nella presentazione del governo alle camere.[16]
- 28 aprile: alla Camera Il governo è nuovamente messo in minoranza sul bilancio del 1978. Numerose le assenze nelle file della maggioranza.
A Brescia si conclude il convegno organizzato dalle correnti democristiane dei Dorotei e de La Base dedicato al preambolo elaborato nel corso dell'ultimo congresso democristiano per favorire l’alleanza con i socialisti e gli altri partiti laici rispetto alla solidarietà nazionale con il Partito Comunista seguita all’assassinio di Aldo Moro. Le dichiarazioni di Carlo Donat Cattin e Flaminio Piccoli in proposito scatenano la contrarietà dell'area Zac e degli andreottiani[17].

#### Maggio
- 5 maggio: nel giorno di apertura della campagna elettorale per le amministrative di giugno Berlinguer, parlando a Roma, definisce la maggioranza del preambolo non la legittima aspirazione a sostituire un sindaco comunista con uno democristiano, bensì una rivincita sul sistema democratico introdotto dalle giunte di sinistra. Zaccagnini, a sua volta, definisce l'operazione una sfida antistorica verso un partito che ha un ruolo fondamentale nella politica italiana, col quale è necessario confrontarsi e non scontrarsi.[18]
- 4-5 maggio: consiglio nazionale della DC: si conferma la divisione interna tra la maggioranza del preambolo (Piccoli, Donat Cattin, Fanfani) e la minoranza che fa capo all'area Zac e ad Andreotti. Viene approvata la soluzione della crisi di governo ma il segretario Piccoli, nella sua relazione, sostiene che il tripartito non è l'anticamera di un'apertura al PCI o a una maggioranza a cinque con PSDI e PLI.[19]

Marco Donat Cattin

- 7-8 maggio: dopo una rivelazione del quotidiano Paese Sera esplode sui giornali la rivelazione che Marco Donat Cattin, figlio di Carlo, è stato accusato da Patrizio Peci di essere un membro della struttura clandestina di Prima Linea. Il vice-segretario della DC rassegna immediatamente le dimissioni, subito respinte dal segretario Flaminio Piccoli. Si ipotizza un mandato di cattura per il reato di banda armata.[20]
- 13 maggio: direzione nazionale DC: convocata per approvare le liste elettorali l'assise smentisce che il vice-segretario Donat Cattin abbia ripresentato le proprie dimissioni. Intanto alla Camera il deputato radicale Gianluigi Melega presenta un'interrogazione in cui si allude che il generale Carlo Alberto dalla Chiesa avrebbe avvertito in via privata il vice-segretario democristiano circa l'avvio delle indagini sul figlio, continuando poi a tenerlo al corrente degli sviluppi in violazione del segreto istruttorio. Il documento ventila l'ipotesi che le accuse siano originate da una faida interna alla DC.[21]
- 19 maggio: il governo decide di boicottare i giochi olimpici di Mosca vietando l'utilizzo della bandiera e dell'inno nazionale agli atleti che decidessero comunque di partecipare. Non potendo imporre una precisa scelta al CONI, indipendente per legge dall'esecutivo, il ministro della difesa, Lelio Lagorio, avverte che comunque vadano le cose gli atleti italiani militari non avranno il permesso di partire. I comunisti accusano il governo di sudditanza alle direttive anti-sovietiche del presidente americano Jimmy Carter.[22]
- 20-21 maggio: con 29 voti favorevoli su 34 il consiglio nazionale del CONI decide di ignorare il veto del governo e di iscrivere la rappresentanza atletica italiana alle gare olimpiche di Mosca. Il presidente del comitato, Franco Carraro, compagno di partito di Lagorio, definisce "odiosa discriminazione" l'esclusione degli atleti militari e chiede ufficialmente che non venga emesso alcun provvedimento formale al riguardo. Il ministro della pubblica istruzione, Adolfo Sarti, dichiara da parte sua che non sarà istituita una sessione straordinaria dell'esame di maturità per gli atleti studenti.
Sotto la presidenza di Benigno Zaccagnini i maggiori esponenti della sinistra DC contestano la linea della segreteria di Flaminio Piccoli in materia di campagna elettorale e sostengono che la linea del preambolo, superando la solidarietà nazionale, andrebbe contro gli interessi del Paese e della stessa DC. L'assise plaude alla scelta del CONI di non accettare i diktat del governo.[23]

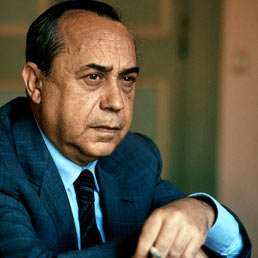
Leonardo Sciascia

- 27 maggio: viene assassinato a Milano il giornalista Walter Tobagi.
Il segretario comunista Enrico Berlinguer espone querela nei confronti del deputato radicale Leonardo Sciascia che, nella commissione Moro, lo ha apertamente accusato di avere conoscenze di collegamenti internazionali del terrorismo e di essersi sottratto al dovere di informare la magistratura. Secondo Sciascia, Berlinguer gliene avrebbe parlato in un colloquio cui era presente Renato Guttuso, che smentisce. Un tentativo di speculazione in chiave elettorale del segretario socialdemocratico Pietro Longo viene bloccato dal presidente del consiglio. Gli atti inviati riguardano quest'ultimo, precisano in seguito i magistrati torinesi.
I giudici di Torino che indagano su Prima Linea inviano una parte degli atti alla Commissione inquirente: Roberto Sandalo ha infatti dichiarato di aver tenuto per qualche tempo i rapporti tra Marco Donat Cattin e i suoi familiari, che avrebbero tentato di ottenere un falso passaporto per farlo espatriare.
- 29 maggio: in un comizio elettorale a Catanzaro il deputato Vito Napoli, fedelissimo di Donat Cattin, fa ricadere sul PCI la responsabilità del dramma familiare del vice-segretario democristiano. I giovani, secondo Napoli, sono stati dapprima spinti a emigrare verso il nord per poi essere esposti all'ideologia della violenza contro la DC e contro lo Stato.[24]
- 30 maggio: i giornali riportano un comunicato attribuito al presidente della repubblica, al momento impegnato in una visita ufficiale in Spagna: il documento, smentito a Roma dall'ufficio stampa del Quirinale, sostiene che se la commissione inquirente non si pronuncia per l'infondatezza delle accuse Cossiga dovrà senz'altro rassegnare le dimissioni.[25]
- 31 maggio: dopo una riunione della maggioranza del preambolo durata per tutta la giornata e parte della notte sono annunciate le dimissioni da vice-segretario della DC di Donat Cattin, concordate con PSI e PRI. Piccoli e Cossiga sono accusati da tutte le opposizioni di voler insabbiare il caso dopo il risicato voto della commissione inquirente che ha respinto il coinvolgimento del capo del governo. Il deputato Luigi Anderlini annuncia di voler partecipare alla raccolta di adesioni per un dibattito parlamentare nel quale la Sinistra indipendente chiederà ufficialmente di aprire la crisi di governo.
Assemblea annuale della Banca d'Italia: il governatore, Carlo Azeglio Ciampi, sostiene che la situazione economica italiana si sta deteriorando per la mancanza di iniziativa del governo, troppo preso coi problemi politici interni della DC, e sotto i colpi di un'inflazione agevolata dall'imprevidenza della spesa pubblica.

#### Giugno
- 1º giugno: PCI e PDUP decidono di associarsi alla raccolta delle 318 firme di parlamentari necessarie per la convocazione delle camere in seduta congiunta per i procedimenti di accusa. L'iniziativa è condivisa dal PLI, che però temporeggia nel prendere una decisione definitiva, e vede un'inversione di rotta dei socialdemocratici, che dopo aver votato contro le accuse in sede di commissione per disciplina di maggioranza ora ventilano l'apertura di una crisi di governo. Cossiga, pressato anche dalla decisione liberale di firmare la richiesta di convocazione delle camere, dichiara di non avere alcuna intenzione di dimettersi.[26]

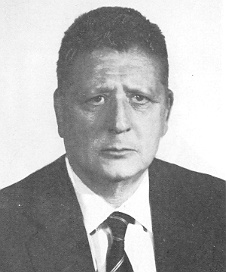
Giorgio Amendola

- 5 giugno: muore Giorgio Amendola.
Parlando a Tribuna elettorale Cossiga conferma l'intenzione di non volersi dimettere. Sottoposto ad un fuoco di fila di domande risponde di non aver fatto nulla per favorire la fuga del figlio di Donat Cattin e di non essere pregiudizialmente preoccupato dall'atteggiamento dei partiti (tra i quali il PSDI) nei confronti del procedimento di accusa in corso di richiesta.[27]
- 8-10 giugno: elezioni regionali: la DC scende dal 38,1% delle politiche al 36,7%, il PCI perde un insignificante 0,3% (31,5% contro 31,8%). Lievi flessioni anche per gli alleati di governo (PSDI da 5,6% a 5%; PRI da 3,2% a 3,1%), il PSI sale dal 12% al 12,7%. Tra le opposizioni perdono voti il PDUP (-0,2%)  e il MSI (da 6,4% a 5,9%), stabile Democrazia proletaria.
All'indomani del voto Benigno Zaccagnini intima a nome delle sinistre interne democristiane un deciso stop alla svolta a destra prevista dalla maggioranza del preambolo. Il presidente Arnaldo Forlani ammette che la DC è stata chiaramente sconfitta dal PCI nelle grandi aree urbane e che il PSI ha ora un maggiore margine di manovra in una sinistra che esce rafforzata dal voto.[28]
- 11 giugno: nella prima delle cinque giornate previste per la raccolta la richiesta di stato di accusa nei confronti di Cossiga ottiene 347 firme (sul minimo di 318) in sole otto ore.[29]
- 13 giugno: a New York Michele Sindona è condannato a 24 anni di reclusione e 207.000 dollari di multa per la bancarotta della Franklin National Bank. Il giudice Thomas Griesa, che ha presieduto il processo, dichiara che ora nulla osta all'estradizione del bancarottiere in Italia, dove deve rispondere dell'omicidio di Giorgio Ambrosoli, del fallimento della Banca Privata Italiana e di numerosi altri reati finanziari. Per il giudice americano la questione è demandata alla volontà politica del governo italiano.[30]
- 17 giugno: parlando agli industriali di Brescia il ministro dell'industria, Antonio Bisaglia, fa il punto sul programma economico del governo. Tra le scelte annunciate una modifica dei meccanismi della scala mobile e un aumento dell'IVA per aumentare il richiesto aumento degli oneri sociali da parte di Confindustria. Il ministro del bilancio, Giorgio La Malfa, gli fa eco annunciando la predisposizione di un piano economico che dovrebbe ridurre il tasso di inflazione dal 22 al 10-12%.[31]
- 18 giugno: con la firma di 271 deputati e 178 senatori viene definitivamente annullata la decisione della commissione inquirente sul caso Cossiga-Donat Cattin. Le camere si riuniranno congiuntamente come comitato di accusa nei confronti del presidente del consiglio. La richiesta è stata sottoscritta dall'intero gruppo comunista e da PDUP, Sinistra indipendente, radicali, liberali, missini, socialdemocratici e socialisti della sinistra interna.[32]

Mario Amato

- 23 giugno: i NAR uccidono a Roma il giudice Mario Amato, titolare di numerose inchieste sul terrorismo nero.
Si apre presso l'auditorium dell'IRI il secondo convegno italo-sovietico sull'energia, cui prende parte per il governo il sottosegretario all'industria Maria Magnani Noya. L'URSS propone una conferenza europea sull'energia allargata a Stati Uniti e Canada per la costruzione di un gasdotto dalla Siberia all'Italia, nel cui consorzio è presente anche l'AGIP. Nel corso dell'assise viene sottolineato che la disponibilità di un miliardo di dollari per il finanziamento degli scambi Italia-URSS è stata bloccata dal ministero degli esteri, esponendo l'Italia a un rinnovato ricatto dei petrolieri.[33]
- 25 giugno: Cossiga riunisce a Villa Madama i segretari dei partiti della maggioranza per definire la politica economica del governo. Il ridimensionamento della scala mobile e i ritocchi dell'IVA restano la via prescelta. In una successiva riunione interministeriale tra Cossiga, i ministri economici e il ministro del mezzogiorno alle due misure già annunciate sono aggiunte un aumento della benzina di 50 o 100 lire e l'introduzione di un ticket giornaliero sui ricoveri ospedalieri. La fiscalizzazione degli oneri sociali consentirà il trasferimento di 5000 miliardi alle imprese, la riduzione di 2 punti della scala mobile un risparmio di 380 miliardi
- 27 giugno: PCI, PSDI, MSI e radicali presentano alla Camera due mozioni di sfiducia contro il ministro della giustizia Tommaso Morlino, accusato di non essere intervenuto sulla mancata protezione del giudice Mario Amato. I socialisti non si associano ma evitano al contempo di difendere il ministro.[34]
- 28 giugno: in vista del consiglio dei ministri dedicato alla manovra economica, convocato per il 2 luglio, le sinistre interne della DC e del PSI attaccano le rispettive segreterie. Sono prospettati un rimpasto dell'esecutivo o le sue dimissioni.

#### Luglio
- 2 luglio: consiglio dei ministri: pressato da uno sciopero generale e dall'opposizione delle minoranze interne dei partiti di maggioranza il governo fa marcia indietro sulla riduzione della scala mobile e adotta una serie di misure anticongiunturali: aumentano la benzina super (+50 lire), il gas per autotrazione (da 457 a 490 lire) e il metano domestico (+25 lire). Attraverso un prelievo dello 0,5% sugli stipendi dei lavoratori (garantito da un titolo esigibile con gli interessi a cinque anni) verrà costituito un fondo da 700 miliardi presso l'IMI, destinato al fondo per gli interventi industriali del mezzogiorno. Ritoccate le aliquote IVA per un totale di 1.090 miliardi annui di nuove entrate a fronte di un aumento di 60.000 lire del costo della vita per famiglia.[35]
- 3 luglio: il ministro della difesa comunica ufficialmente al CONI che gli atleti italiani sotto le armi non potranno partecipare alle olimpiadi di Mosca.
La sinistre interne della DC e del PSI contestano le scelte economiche del governo. Nel PSI si chiede l'anticipazione del congresso nazionale. Nella DC la segreteria di Flaminio Piccoli viene chiamata a riferire in sede di consiglio nazionale.[36]
- 8 luglio: il governo vara il prelievo dello 0,5% sugli stipendi adottando un decreto legge in luogo del disegno da presentare al parlamento. Il fondo di solidarietà per interventi finalizzati allo sviluppo dell'occupazione, ottenuto dai soli redditi da lavoro dipendente, entra in vigore dal 1º agosto ma viene da subito fatto oggetto di riserve costituzionali, poiché tale provvedimento avrebbe richiesto una urgenza che il governo non ha giustificato. Approvati con la stessa procedura i decreti sugli aumenti dell'IVA e sul fondo per la fiscalizzazione degli oneri sociali.
Con la presentazione delle relazioni di maggioranza e di minoranza (dei radicali, comunisti e missini) si annuncia per il 23 luglio la seduta comune del parlamento che dovrà giudicare l'operato del presidente del consiglio in merito alla fuga di Marco Donat Cattin.[37]
- 11 luglio: consiglio dei ministri: varato un decreto legge che aumenta del 50% dal 1º luglio e del 100% dal 1º ottobre gli assegni familiari per tutte le categorie di lavoratori e pensionati.[38]
- 12-14 luglio: consiglio nazionale della DC: l'assise mantiene la divisione netta tra la maggioranza del preambolo e l'opposizione del 42%; la sinistra e gli andreottiani si astengono sul voto finale alla relazione di Flaminio Piccoli dopo un dibattito che ha solo messo in luce la profonda spaccatura nel partito di maggioranza. L'opposizione interna, che annuncia ulteriori iniziative contro l'operato della segreteria, fa presente che l'ostinazione della maggioranza potrebbe aprire le porte alla guida socialista del governo, col PSI che sta vivendo una stagione di buoni rapporti col PCI nelle giunte locali.[39]
- 19 luglio: dopo quasi un mese di scioperi ed iniziative parlamentari il governo ritira il decreto per il fondo di solidarietà per interventi finalizzati allo sviluppo dell'occupazione. Viene presentato un disegno di legge che ne ripropone l'esatto dispositivo: il ministro del bilancio, Giorgio La Malfa, precisa che non è prevista la restituzione le prime quote ritirate dagli stipendi di luglio.[40]

Roberto Sandalo

- 23-28 luglio: inizia la seduta del parlamento in seduta comune per il procedimento di accusa a Francesco Cossiga con una modifica all'ordine dei lavori per l'inaspettata trasmissione da Torino di una nuova testimonianza che accusa Donat Cattin di aver favorito la fuga del figlio. La maggioranza di governo chiede l'archiviazione del procedimento, le opposizioni un supplemento di indagine, il PLI (che ha firmato la richiesta di seduta comune) chiede a Cossiga e Donat Cattin di intervenire e al ministro degli interni, Virginio Rognoni, di riferire sulla presunta sparizione di una pagina dell'interrogatorio di Roberto Sandalo. Nella votazione finale l'esito di 507 voti contro lo stato di accusa e di 416 a favore gela la DC per la presenza di 50 franchi tiratori nelle file della maggioranza. L'avvenimento spinge il governo a porre la fiducia sulla mozione contro il ministro della giustizia Tommaso Morlino, che viene respinta con votazione palese.[41]

#### Agosto
- 2 agosto: Strage di Bologna. L'attentato viene rivendicato a nome dei NAR ma la rivendicazione è smentita qualche ora dopo. Cossiga attribuisce la responsabilità morale dell'evento al MSI.
- 7 agosto: una velina attribuita alla direzione del PSI, diffusa tra i giornalisti parlamentari, riferisce di una riunione di Craxi coi ministri socialisti, nella quale Cossiga viene definito logorato fisicamente e politicamente. Sottolineando i problemi interni alla DC la velina sostiene inoltre che il PSI non può rimanere al governo solo per fare da scudo ai suoi numerosi impedimenti.[42]
- 10-11 agosto: dopo un fuoco di fila di dichiarazioni di Flaminio Piccoli contro la sinistra DC, il PSI e i distinguo del PRI sulla politica economica il ministro dei trasporti, Rino Formica chiede una riunione straordinaria del consiglio dei ministri per discutere su possibili connivenze tra membri della maggioranza e terrorismo e un programma per la ripresa autunnale. La sinistra del PSI (Riccardo Lombardi, Claudio Signorile), mette in discussione le prospettive future del tripartito con un documento che mette in discussione la pregressa azione di governo e l'operato della segreteria Craxi. Antonio Bisaglia, definito lo stratega del preambolo, auspica una verifica della maggioranza per accertarne le effettive divisioni. In una intervista su l'Espresso Ciriaco De Mita lancia un duro attacco contro il preambolo, definendo Donat Cattin cane da guardia di un equilibrio reazionario[43]
- 23 agosto: alla vigilia del rientro di Cossiga dalle vacanze il segretario del PRI, Giovanni Spadolini, sostiene in una intervista a Panorama che il governo ha bisogno di essere rinvigorito e che necessita di un rimpasto. Il vero problema dell'esecutivo è la mancanza di un accordo col PCI, e lo ha dimostrato la vicenda del decreto sul prelievo forzoso dello 0,50% da stipendi e pensioni, presentato a scatola chiusa. Giorgio La Malfa gli fa eco affermando che la democrazia italiana ha bisogno dei comunisti ed occorre riprendere il cammino della solidarietà nazionale perché il partito comunista è una forza riformatrice a pieno titolo.[44]
- 26-27 agosto: Cossiga riunisce i ministri economici e i segretari dei partiti della maggioranza. Viene deciso di porre la questione di fiducia sulle pregiudiziali di costituzionalità e di merito relative ai decreti economici di luglio, usciti dalle commissioni bilancio e lavoro della Camera senza modifiche per l'ostruzionismo di radicali e missini. A votazioni effettuate, tuttavia, l'esecutivo li lascia cadere per l'impossibilità di approvarli entro i termini di scadenza a causa dell'ostruzionismo attuato dal MSI.[45]

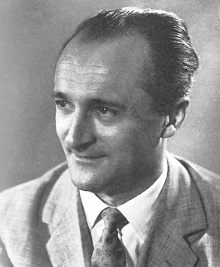
Alessandro Natta

- 29 agosto: Alessandro Natta commenta la situazione politica creatasi dopo il ritiro dei decreti economici e replica alle accuse di Craxi e Piccoli sul ruolo dell’opposizione comunista. Si richiama all’origine del governo in carica, nato dopo il Congresso DC che ha sancito la rottura della solidarietà nazionale ed escluso pregiudizialmente il rapporto con il PCI.  Non elude il tema della presidenza del Consiglio al PSI, da valutarsi sulla base di una effettiva convergenza programmatica e di intenti fra le forze della sinistra.
- 30 agosto: consiglio dei ministri: alla vigilia della scadenza dei due decreti economici viene varato un super-decreto legge che ne ripropone i dispositivi aggiungendo la formazione di un fondo triennale di 1500 miliardi per fronteggiare la crisi dei settori industriali, stavolta senza ricorrere al prelievo forzoso da stipendi e pensioni. In vigore dal 2 settembre, viene conferito al fondo per la riconversione e la ristrutturazione industriale, che viene prorogato fino al 31 dicembre 1982.[46]

#### Settembre
- 1º settembre: dopo un appello pronunciato da Giovanni Paolo II all'angelus domenicale, il segretario democristiano Flaminio Piccoli rilascia una intervista su l'Avvenire invitando i parlamentari DC a sottoscrivere la richiesta di referendum per l'abrogazione della legge che regolamenta l'aborto, presentata dal Movimento per la vita in opposizione a quella dei radicali contro alcune norme restrittive.[47]
- 7 settembre: in un convegno della minoranza democristiana a Mondovì Giovanni Galloni lancia la proposta dell'area Zac per superare la perdita di iniziativa politica della DC a causa della politica del preambolo. Per Galloni è necessario riproporre il confronto col PCI senza preclusioni. Non è un invito a entrare in maggioranza, precisa, ma il naturale sbocco del vicolo cieco in cui il partito di maggioranza si è infilato col tentativo di svolta a destra della segreteria nazionale.[48]
- 9 settembre: direzione nazionale PCI: Giorgio Napolitano prende atto della disponibilità della minoranza DC al confronto coi comunisti ma ritiene che questo rinnovato rapporto abbisogna di un diverso governo e di atti politici concreti, concordati alla luce del sole.
Il consiglio superiore delle poste e delle telecomunicazioni aumenta la tariffa delle lettere ordinarie da 170 a 300 lire, e delle raccomandate da 520 a 900 lire. Il provvedimento segue di tre giorni l'aumento del canone TV, passato a 42.680 lire per il bianco e nero e a 78.910 per il colore. Il ministro delle poste è chiamato a riferire in parlamento prima del consiglio dei ministri che deve approvare i provvedimenti.[49]
- 17 settembre: direzione nazionale DC: il segretario Flaminio Piccoli dichiara di non accettare la dottrina dell'impossibilità di governare senza il PCI ma riconosce che il sistema democratico ha bisogno del contributo di tutte le forze popolari.[50]
- 23 settembre: alla Camera il voto sulle pregiudiziali di costituzionalità e di merito sul decretone economico segnano una sconfitta politica del governo, che si salva per un voto sotto l'ondata di decine di franchi tiratori. Secondo l'analisi del voto almeno 30 deputati di maggioranza hanno votato contro. Secondo le opposizioni l'esecutivo ha ormai perso di fatto la maggioranza. Per Craxi l'accordo tripartito è ormai alle soglie di un irreversibile logoramento.[51]
- 27 settembre: la Camera respinge le pregiudiziali di costituzionalità al decretone avanzate dall’opposizione. Per evitare la discussione dei 90 articoli del provvedimento e degli emendamenti presentati il governo pone la fiducia a cui seguirà il voto a scrutinio segreto sul testo come approvato dalle commissioni. La fiducia passa con 329 sì e 264 no. Mezz’ora dopo, a scrutinio segreto, il decreto di politica economica è bocciato: 298 voti contrari e 297 voti a favore, un solo voto di scarto. Una trentina i franchi tiratori. Cossiga riunisce il consiglio dei ministri e preso atto della situazione rassegna le dimissioni del governo nelle mani del Presidente del Senato Amintore Fanfani, che svolge le funzioni di supplente perché il presidente Pertini è in visita di Stato in Cina.

.